# 구원을 비는 기도
구원을 비는 기도 (구원송)는 원래 묵주 기도의 일부도 아니었고 불가타 성경의 본문에 있는 것도 아니었지만, 많은 가톨릭 신자들은 교회에 의해 믿을만하다고 공인을 받은 기적인 파티마의 성모 발현에서 그 사용을 요청했다는 소식이 전해지자, 영광송에 이어 이 기도를 하게 되었다. 1956년에 교황청의 정식 인준을 받았으며, 대한민국에서는 레지오 마리애의 회합 이외에서 묵주 기도를 바칠 때는 이 기도를 덧붙임이 보편적인 관습이다. 하지만 반드시 해야 하는 것은 아니다.
아래에 나와있는 구원을 비는 기도의 문구는 처음에는 라틴어로 그 다음으로 한국어로 쓰여 있다.
2011년 한국 천주교 주교회의 추계 정기총회에서는 주교회의 전례위원회가 제출한 구원을 비는 기도의 통일안을 검토하고, 기도문의 번역은 혼란을 피하기 위해 옛 기도문으로 통일하되 가톨릭 기도서에는 수록하지 않기로 하였다.

## 기도문
| “ | O mi Iesu, dimitte nobis debita nostra, libera nos ab igne inferni, conduc in caelum omnes animas, praesertim illas quae maxime indigent misericordia tua. (Amen.) | ” |

| “ | Domine Iesu 또는 O Mi Iesu, dimitte nobis debita nostra, salva nos ab igne inferiori, perduc in cælum omnes animas, præsertim eas, quæ misericordiæ tuæ maxime indigent. (Amen.) | ” |

| “ | 예수님, 저희 죄를 용서하시며 저희를 지옥 불에서 구하시고 연옥 영혼을 돌보시며 가장 버림받은 영혼을 돌보소서. (천주교) | ” |

## 같이 보기
- 파티마의 성모